# KIC 9832227

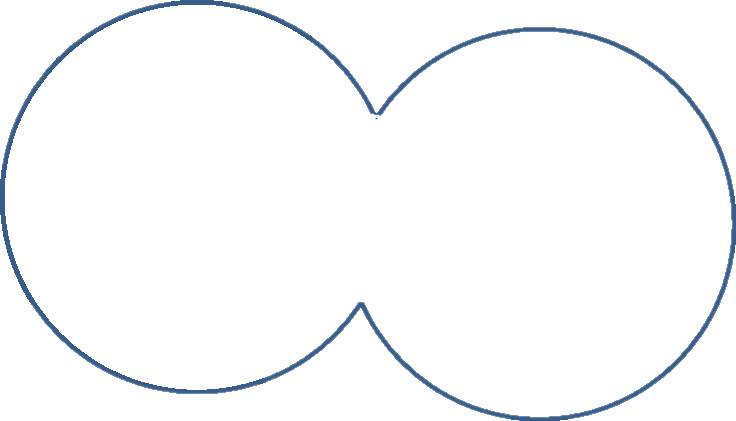
Recreació dels dos estels en el sistema binari KIC 9832227. Actualment orbiten tan a prop que comparteixen atmosfera.

KIC 9832227 és un estel binari de contacte en la constel·lació de Cygnus que es troba a uns 1800 anys llum de distància.
També s'identifica com un sistema binari de sols que s'eclipsen eclipsa amb una periodicitat de gairebé 11 hores. Aquests estels cada cop orbiten més ràpid i més a prop. Arribarà un moment que els dos estels xocaran i es fusionaran, cosa que produirà una lluminosa nova vermella, es preveu sigui visible a simple vista l'any 2022, més o menys durant un any, segons un equip d'astrònoms dirigit per Larry Molnar.